# WNI気象文化創造センター
一般財団法人WNI気象文化創造センター（WNIきしょうぶんかそうぞうせんたー）とは、日本を含むアジア・太平洋地域における、気象に関心のあるすべての人々および気象事業を志す企業家に対し、気象に係る実用・実践的研究の奨励及びその研究成果の共有、活用を促進する事業を行い、以て気象文化の向上に寄与することを目的に、2009年12月1日に設立された一般財団法人である。

## 概要
- 名称：一般財団法人 WNI気象文化創造センター
- 所在地：千葉県千葉市美浜区中瀬1-3 幕張テクノガーデン
- 設立日：2009年12月1日
- 設立者：石橋博良、株式会社WNIインスティテュート、株式会社ウェザーニューズ

### 理事会
（2017年5月現在）
- 代表理事 - 宮部二朗（株式会社ウェザーニューズ取締役顧問）
- 理事 - 磯野可一（千葉大学名誉教授）
- 理事 - 瀬戸熊修（学校法人千葉工業大学理事長）
- 理事 - 堀田健治（日本大学名誉教授）
- 理事 - 湯川智夫（元株式会社ウェザーニューズ常勤監査役）
- 理事 - 廣川州伸（コンセプトデザイン研究所所長、ビジネス作家）
- 監事 - 庭山正一郎（あさひ法律事務所、弁護士）
- 監事 - 矢嶋学（EY税理士法人、税理士）

### 評議員会
（2017年5月現在）
- 評議員 - 西尾文彦（千葉大学名誉教授）
- 評議員 - 岩村 敬（元国土交通省事務次官）
- 評議員 - 國領二郎（慶應義塾大学教授）
- 評議員 - 和泉 功（季刊誌SORA編集長）
- 評議員 - 草開千仁（株式会社ウェザーニューズ代表取締役社長）
- 評議員 - 戸村孝（株式会社ウェザーニューズ常勤監査役）

## 沿革
- 2009年12月1日 - 当時株式会社ウェザーニューズの代表取締役会長であった石橋博良、株式会社WNIインスティテュートおよび株式会社ウェザーニューズの三者が創立者となり、一般財団法人として設立[2]。この際、石橋博良が150万株を、株式会社WNIインスティテュートが20万株を拠出したことにより、株式会社ウェザーニューズの筆頭株主となった（筆頭株主がこの際に石橋博良からWNI気象文化創造センターに異動している）[3]。財団の代表理事として、石橋博良及び宮部二朗が就任[2]。
- 2010年5月22日 - 代表理事であった石橋博良が死去[4]。
- 2010年7月 - 助成・表彰事業の概要が発表される。[5]
- 2013年9月 - 退役した南極観測船SHIRASE5002をウェザーニューズ社より購入。気象リテラシー向上を目的とした活動を行うための活用を開始する。

## 事業内容

### 気象文化大賞
国内および、アジア太平洋地域における、気象の減災・自助・共助、経済的利用、環境問題などに関する実用的な気象研究・活動について、革新的な成果をあげた「個人」および「団体」に対して表彰及び助成が行われる。助成金は100万円以上500万円まで。

### 気象文化功労賞
長期に渡り、気象の実用・実践的な研究・活動を、地道に、堅実に進めてきた「個人」および「団体」に対して表彰し及び助成が行われる。助成金は50万円以上200万円まで。

### 石橋夢大賞
気象の実用・実践的な研究に関する「夢」「将来への希望」といった意見、提言を公募し、優秀な「個人」を表彰。助成金はない。応募資格は特になく、A4サイズの用紙2枚以内でオリジナルな「絵」「写真」「言葉」など自由に表現した物が対象。

### 佐々木嘉和賞
「気象文化大賞」「気象文化功労賞」へ応募し、選考の候補になった研究・活動の中から、グローバルな視点で気象の実用・実践的な研究・活動に寄与できると認められたものを「個人」ないし「団体」について表彰が行われる。助成金はない。
佐々木嘉和は1955年に東京大学で理学博士取得後翌年よりテキサスA&M大学留学、1960年にオクラホマ大学で気象学講座を創設、1967年同大学教授就任、1980年CIMMS(米国海洋大気庁とオクラホマ大学との共同研究組織) を創設し所長就任。2000年に日本気象学会藤原賞「メソ気象分野における研究推進と研究者育成」受賞、2001年には日本気象学会名誉会員となったほか、オクラホマ州の「名誉日本総領事」など多くの組織から表彰された。2015年にルイジアナ州にて88歳で没した。